# Rolf Krauss
Rolf Krauss (* 11. November 1942 in Heidelberg) ist ein deutscher Ägyptologe.
Rolf Krauss studierte zwischen 1975 und 1981 an der Universität Heidelberg und der Freien Universität Berlin. In Berlin wurde er 1981 mit der Dissertation Probleme des altägyptischen Kalenders und der Chronologie des Mittleren und Neuen Reiches in Ägypten promoviert. 1982 begann er als Mitarbeiter bei den Staatlichen Museen zu Berlin zu arbeiten, zunächst am Ägyptischen Museum, von 2001 bis zur Pensionierung 2007 am Museum für Vor- und Frühgeschichte. An der Universität Hamburg war Krauss von 1990 bis 1993 Lehrbeauftragter und habilitierte sich dort 1993 mit einer Arbeit zum Thema Astronomische Konzepte und Jenseitsvorstellungen in den Pyramidentexten. Danach wurde er in Hamburg Privatdozent, habilitierte sich aber 1997 an die Humboldt-Universität zu Berlin um, wo er bis 2007 lehrte. Von 1998 bis 1999 war er Gastprofessor an der Universität Basel.
Krauss gilt als Fachmann für die altägyptische Chronologie und Astronomie. Erstmals wurde ein größeres Publikum auf ihn aufmerksam, als er 2001 sein Buch Das Moses-Rätsel veröffentlichte, in dem er Moses mit dem Vizekönig von Kusch, Messui (Masesaja), gleichsetzte, der  mehrere Jahre als Usurpator in Oberägypten herrschte. Während dieses Buch eher kritisch aufgenommen wurde, gilt die frühere Gleichsetzung von Messui mit dem Pharao Amenmesse als wahrscheinlich.
2009 bezweifelte er die Echtheit des Klappaltars von Kairo. Dieses Objekt verblieb nach der Fundteilung 1913 zwischen Ägypten und Deutschland als gleichwertiges Gegenstück zu der Büste der Nofretete in Ägypten. Krauss bezeichnete den Klappaltar als eine von Ludwig Borchardt in Auftrag gegebene Fälschung. Während der damalige Direktor des Berliner Ägyptischen Museums, Dietrich Wildung, den Fälschungs-Vorwurf zurückwies, teilte Christian E. Loeben vom Museum August Kestner in Hannover die Auffassung von Krauss. Als erster Archäologe „zerlegte“ Rolf Krauss die Büste auch in ihre geometrischen Teile und wies somit zum einen ihre unnatürliche, konstruierte Schönheit, zum anderen aber auch Arbeitsweisen der altägyptischen Bildhauer nach.

## Schriften (Auswahl)
- Das Ende der Amarnazeit. Beiträge zur Geschichte und Chronologie des Neuen Reiches (= Hildesheimer ägyptologische Beiträge. Bd. 7). Gerstenberg, Hildesheim 1978, 2. Auflage 1981, ISBN 3-8067-8036-6.
- Sothis- und Monddaten. Studien zur astronomischen und technischen Chronologie Altägyptens (= Hildesheimer ägyptologische Beiträge. Bd. 20). Gerstenberg, Hildesheim 1985, ISBN 3-8067-8086-X.
- 1913–1988. 75 Jahre Büste der NofretEte – Nefret-iti in Berlin. 2 Teile. In: Jahrbuch Preußischer Kulturbesitz. Bd. 24, 1987, ISSN 0342-0124, S. 87–124 und Bd. 28, 1991, S. 123–157 (mit keinen Zweifeln an der Echtheit).
- Astronomische Konzepte und Jenseitsvorstellungen in den Pyramidentexten (= Ägyptologische Abhandlungen. Bd. 59). Harrassowitz, Wiesbaden 1997, ISBN 3-447-03979-5 (Zugleich: Hamburg, Univ., Habil.-Schr.).
- Das Moses-Rätsel. Auf den Spuren einer biblischen Erfindung. Ullstein, München 2001, ISBN 3-550-07172-8.
- mit Erik Hornung und David A. Warburton (Hrsg.): Ancient Egyptian Chronology (= Handbuch der Orientalistik. Sect. 1, Vol. 83). Brill Academic Publishers, Leiden u. a. 2006, ISBN 90-04-11385-1.